# Trucy-l'Orgueilleux
Trucy-l'Orgueilleux este o comună în departamentul Nièvre din centrul Franței. În 2009 avea o populație de 239 de locuitori.

## Evoluția populației
| An        | 1975 | 1982 | 1990 | 1999 | 2006 | 2009 |
| --------- | ---- | ---- | ---- | ---- | ---- | ---- |
| Populație | 341  | 281  | 259  | 229  | 229  | 239  |